# 216. Infanterie-Division (Deutsches Kaiserreich)
Die 216. Infanterie-Division war ein Großverband der Preußischen Armee im Ersten Weltkrieg.

## Geschichte
Die Division wurde am 6. September 1916 an der Ostfront zusammengestellt und war dort bis nach dem Waffenstillstand an der Rumänischen Front im Einsatz. Anschließend wurde sie an die Westfront verlegt. Hier verblieb sie bis Kriegsende, marschierte dann in die Heimat und wurde dort im Januar 1919 demobilisiert und schließlich aufgelöst. Einziger Kommandeur des Großverbandes war der preußische Generalmajor/Generalleutnant Detlev Vett.

### Gefechtskalender

#### 1916
- 06. bis 19. September – Reserve der Südarmee
- 16. bis 19. September – Zweite Schlacht an der Narajowka und Zlota-Lipa
- 19. September bis 2. November – Stellungskämpfe an der Narajowka, zwischen Narajowka, Zlota-Lipa und an der Ceniowka
- 06. bis 24. November – Gebirgskämpfe am Roten-Turm-Pass
- 25. bis 30. November – Verfolgungskämpfe bei Curtea-de-Arges-Pitesti
- 01. bis 5. Dezember – Schlacht am Argeș
  - 04. bis 8. Dezember – Verfolgung nach der Schlacht am Argeș
- 09. bis 20. Dezember – Verfolgungskämpfe an Jalomita-Prohava und Buzaul
- 21. bis 27. Dezember – Schlacht bei Rimnicul-Sarat
- ab 28. Dezember – Verfolgungskämpfe nach der Schlacht bei Rimnicul-Sarat

#### 1917
- bis 3. Januar – Verfolgungskämpfe nach der Schlacht bei Rimnicul-Sarat
- 04. bis 8. Januar – Schlacht an der Putna
- 09. Januar bis 5. August – Stellungskrieg an Putna und Sereth
- 06. August bis 9. Dezember – Stellungskrieg am Sereth und Susita
- ab 10. Dezember – Waffenstillstand an der rumänischen Front

#### 1918
- bis 10. April – Waffenstillstand an der rumänischen Front
- 10. bis 20. April – Transport nach dem Westen
- 20. bis 30. April – Stellungskämpfe in Flandern und Artois
- 01. Mai bis 21. Juli – Stellungskrieg in Flandern
- 24. Juli bis 3. August – Bewegliche Abwehrschlacht zwischen Marne und Vesle
- 04. August bis 3. September – Stellungskämpfe an der Vesle
- 03. September bis 9. Oktober – Kämpfe vor der Siegfriedfront
- 10. bis 12. Oktober – Kämpfe vor der Hunding- und Brunhild-Front
- 13. Oktober bis 4. November – Kämpfe in der Hundingstellung
- 05. bis 11. November – Rückzugskämpfe vor der Antwerpen-Maas-Stellung
- ab 12. November – Räumung des besetzten Gebietes und Marsch in die Heimat

## Gliederung

### Kriegsgliederung vom 10. Januar 1917
- 177. Infanterie-Brigade
  - Infanterie-Regiment Nr. 182
  - Infanterie-Regiment Nr. 354
  - Reserve-Infanterie-Regiment Nr. 21
  - Kavallerie-Eskadron Nr. 205
  - Neumärkisches Feldartillerie-Regiment Nr. 54
  - Stab und IV. Bataillon Reserve-Fußartillerie-Regiment Nr. 14
  - 2. Kompanie/Garde-Landwehr-Pionier-Scheinwerferzug Nr. 262
  - Gebirgs-MG-Kompanie Nr. 170
  - Fernsprech-Doppelzug Nr. 416
  - Feldsignal-Zug Nr. 438
  - Feldsignal-Zug Nr. 439

### Kriegsgliederung am 20. Februar 1918
- 86. Reserve-Infanterie-Brigade
  - Infanterie-Regiment „Prinz Moritz von Anhalt-Dessau“ (5. Pommersches) Nr. 42
  - Infanterie-Regiment „Freiherr Hiller von Gaertringen“ (4. Posensches) Nr. 59
  - Infanterie-Regiment Nr. 354
  - Kavallerie-Eskadron Nr. 205
- Artillerie-Kommandeur Nr. 216
  - Neumärkisches Feldartillerie-Regiment Nr. 54
- Pionier-Bataillon Nr. 217
- Divisions-Nachrichten-Kommandeur Nr. 216